# Lam ter slachtbank
Lam ter slachtbank (oorspronkelijke titel: Lamb to the Slaughter) is een kort verhaal van Roald Dahl, over een familiedrama met een bizar verloop. 
Het verscheen voor het eerst in september 1953 in Harper's Magazine, nadat The New Yorker eerder had geweigerd het te publiceren. Later is het opgenomen in meerdere verhalenbundels.

## Verhaal
Mary Maloney is de echtgenote van Patrick, een detective die werkzaam is bij de plaatselijke politie. Ze is zwanger van hun eerste kind. Als Patrick op een avond thuiskomt van zijn werk, is hij zeer kortaf. Hij vertelt dat hij haar gaat verlaten en dat hij vanavond al niet meer bij haar eet. Mary gaat hierop resoluut naar de diepvriezer, pakt er een diepbevroren lamsbout uit en slaat daarmee haar man – die met zijn rug naar haar toegekeerd in de woonkamer staat – zo hard tegen zijn achterhoofd dat hij ter plekke dood neervalt.
Hierna besluit Mary tegenover de buitenwereld te doen alsof ze net is thuisgekomen en haar man vermoord heeft aangetroffen. Ze gaat gewoon boodschappen doen, zogenaamd voor haarzelf en haar man. Ook zet ze de bevroren lamsbout in de oven alsof ze zo meteen met haar man gaat dineren. Ze belt ook de politie. Als die even later arriveert en ze hun collega onderzoeken, constateren ze dat hij met iets zeer zwaars op zijn hoofd moet zijn geslagen. Ze moeten alleen het betreffende voorwerp nog zien te vinden, dan zal het achterhalen van de dader ook niet moeilijk zijn.
Mary vertelt de agenten dat ze net bezig was het eten voor haarzelf en haar man klaar te maken. Zelf heeft ze geen trek meer na wat er vanavond is gebeurd, maar ze dringt er bij het politieteam op aan dat zij de lamsbout maar opeten nu die toch net gaar is. Na wat aandringen gaan de politieagenten overstag. Het enige bewijsmateriaal voor de moord dat er was is zodoende voorgoed verdwenen.

## Bewerkingen
Er zijn meerdere verfilimingen van het verhaal gemaakt. Alfred Hitchcock maakte in 1958 een verfilming voor de serie Alfred Hitchcock Presents, met Barbara Bel Geddes in de rol van Mary. In 1979 werd onder andere dit verhaal verfilmd voor de Britse televisieserie Tales of the Unexpected.

## Soortgelijke plot
De plot van de film ¿Qué he hecho yo para merecer esto? uit 1984 van Pedro Almodóvar lijkt nogal op die van Lamb to the Slaughter.